# 淡泊
| ウィキペディアには「淡泊」という見出しの百科事典記事はありません（タイトルに「淡泊」を含むページの一覧/「淡泊」で始まるページの一覧）。 代わりにウィクショナリーのページ「淡泊」が役に立つかもしれません。 |